# オリバー・マクリーン・グリーン
オリバー・オルムビィ・マクリーン・グリーン（Oliver Olsmby Maclean Green、1845年6月22日-1882年11月17日）は、アメリカ長老教会の宣教師。

## 概要
O・M・グリーンと表記されることが多い。

## 生涯

### 初期
グリーンは父ジョン・トムソン・グリーンと母バスシェバ・マカーン・グリーンの間にペンシルベニア州のゲティスバーグの近くのカンバーランド郡センタービルで生まれた。中等教育をペンシルベニア州のシッペンスバーグとチェンバースバーグで学び大学進学のための準備を行った。1863年9月、グリーンはプリンストン大学に入学した。ウィリアム・インブリーが2年先輩だった。後に、エドワード・ローゼイ・ミラーが編入して同級になった。

### 献身
グリーンはプリンストン大学在学中にプリンストン第二長老教会で信仰告白を行った。この時に教職者の道を選んだ。1867年6月に2番の成績で卒業して、プリンストン神学校に入学した。神学校ではインブリーとミラーが同級生になった。また、台湾伝道に尽くした、ジョージ・レスリー・マッケイも同級生だった。
1868年にペンシルベニア州の長老会で按手礼を受領して、教職者の資格を得た。その後体調を崩して、休学した後、南カロライナのコロンビア神学校の最終学年に編入した。1872年神学校を卒業して、10月4日にカリスル長老会で伝道師に任命され、バージニア州のアレキサンドリア第一長老教会で牧師を始めた。
日本では、ミラーがメアリー・キダーとの結婚したが、メアリーが長老教会転籍拒否して、ミッションを離脱した。長老教会海外伝道局では、ジェームス・カーティス・ヘボンやクリストファー・カロザースの意見により、日本に長老教会を設立することが決められ、正統的な長老教会信仰の宣教師を求めて、グリーンが選ばれた。

## 来日
グリーンは1873年10月15日にペンシルベニア州を出発して、サンフランシスコ港から海路で1873年12月1日に、横浜港について、ヘボン邸に落ち着いた。
在日ミッションでは、グリーンを加えて協議会を開き、ヘボン、ディビッド・タムソン、ヘンリー・ルーミス、エドワード・ローゼイ・ミラーが出席し、日本長老公会を設立した。タムソンは参加せず、ミラーは設立に反対したが参加した。
その後グリーンはヘボン塾で、クララ・ヘボンとルーミスの共同で授業を行い、グリーンは英語文法と算術を担当した。グリーンは上田藩出身の鈴木親長を日本語教師にして日本語の学習を始めた。グリーン来日の半年後に、グリーンとルーミスが指導していた上級生徒10人が洗礼を受けたいと申し出た1874年7月5日にルーミスが洗礼を授けた。1874年にルーミスとグリーンに指導されたヘボン塾の青年がヘボン邸の横浜第一長老教会を設立した。
1874年なるグリーンはルーミスと共に健康と伝道調査のために千葉県に旅行に行った。1875年1月に在日ミッションは将来日本長老公会の日本人教職を養成するために、長老教会神学校を開いた。神学教育をしていたが、7月にグリーンは健康上の問題から横浜を離れて築地に転居し、在日ミッションの書記になり、海外伝道局との連絡の責任者になった。
そして、新しい宣教師としてウィリアム・インブリーが派遣されてきた。1876年にアメリカ長老教会とアメリカ・オランダ改革派教会との合同の協議を始めて、1877年9月17日に、スコットランド一致長老教会を加え、合同し日本基督一致教会が設立された。グリーンとウィリアム・インブリー、エドワード・ローゼイ・ミラーとディビッド・タムソンが推進役として活躍した。
その後、グリーンは東京一致長老教会、下総法典教会、横浜住吉町教会の牧会や、品川教会や下総大森教会の創立に努力しながら、神学教育を続けた。
築地六番町神学校は、ブラウン塾、タムソン塾、スコットランド一致長老教会宣教師塾と合同して、東京一致神学校になった。後に、グリーンは神学教育から離れて伝道に専念することになった。
本郷教会の創立や、東京一致長教会の再建、築地大学校の教授、東京ユニオン・チャーチの役員などを引き受けた。しかし、健康を害して、1880年7月に米国に帰国することになった。病状は回復せず、1882年11月17日に実家で病死した。